# Mario Marina
Mario Marina (Milano, 23 novembre 1897 – 9 ottobre 1964) è stato un politico italiano, deputato all'Assemblea Costituente e Senatore della Repubblica.
Fu deputato nell'assemblea costituente per il Fronte dell'Uomo Qualunque. Tornò in parlamento nella II legislatura al Senato, dopo essere passato nelle file del Movimento Sociale italiano.